# Anastrophyllum hians
Anastrophyllum hians là một loài rêu trong họ Anastrophyllaceae. Loài này được Steph. mô tả khoa học đầu tiên năm 1917.